# Bathygobius casamancus
Bathygobius casamancus är en fiskart som först beskrevs av Rochebrune, 1880.  Bathygobius casamancus ingår i släktet Bathygobius och familjen smörbultsfiskar. Inga underarter finns listade.